# Colombiaanse peso
De peso is de munteenheid van Colombia. Eén peso was 100 centavo, maar door inflatie wordt de ondereenheid niet meer gebruikt.
De volgende munten worden gebruikt: 50, 100, 200, 500 en 1000 peso. De munten worden geslagen door de Fábrica de Moneda. Het papiergeld is beschikbaar in 1000, 2000, 5000, 10.000, 20.000, 50.000 en 100.000 peso.
Toen Colombia een Spaanse kolonie was werden escudo's, peso's en reales (XESE) gebruikt als munten. Eén escudo was gelijk aan 2 pesos en 16 reales. Na de onafhankelijkheid werd in 1847 de escudo (COE) ingevoerd. Per 1880 tot 1886 werd papiergeld ingevoerd (COB). Dit leidde door het excessieve bijdrukken eerst per 1886 tot het beëindigen van de converteerbaarheid van het papiergeld en daarna in 1894 tot het einde van de Banco Nacional. In 1903 werd tijdelijk de Amerikaanse dollar ingevoerd, na de burgeroorlog in dit land. In 1905 werd bij de oprichting van een nieuwe centrale bank de peso oro (COP) vervangen met een verhouding van 100:1 voor het papiergeld. Door het vele in omloop zijnde papiergeld werd ook deze centrale bank geliquideerd in 1909. Per 1993 werd de peso oro afgelost door de Colombiaanse peso.

## Munten
| Momenteel circuleren Munten (sinds 2012) | Momenteel circuleren Munten (sinds 2012) | Momenteel circuleren Munten (sinds 2012) | Momenteel circuleren Munten (sinds 2012) | Momenteel circuleren Munten (sinds 2012) | Momenteel circuleren Munten (sinds 2012) | Momenteel circuleren Munten (sinds 2012)                                    | Momenteel circuleren Munten (sinds 2012)                                  | Momenteel circuleren Munten (sinds 2012)                                       |
| Beeld                                    | Beeld                                    | Waarde                                   | Technische parameters                    | Technische parameters                    | Technische parameters                    | Technische parameters                                                       | Beschrijving                                                              | Beschrijving                                                                   |
| Voorzijde                                | Keerzijde                                | Waarde                                   | Diameter                                 | Dikte                                    | Massa                                    | Samenstelling                                                               | Voorzijde                                                                 | Keerzijde                                                                      |
| ---------------------------------------- | ---------------------------------------- | ---------------------------------------- | ---------------------------------------- | ---------------------------------------- | ---------------------------------------- | --------------------------------------------------------------------------- | ------------------------------------------------------------------------- | ------------------------------------------------------------------------------ |
|                                          |                                          | 50 pesos                                 | 17 mm                                    | 1.3 mm                                   | 2.0 g                                    | koper, nikkel, zink                                                         | De brilbeer, zijn populaire naam en wetenschappelijke naam.               | Waarde, omzoomd met de woorden "Republiek Colombia" en het jaar van het slaan. |
|                                          |                                          | 100 pesos                                | 20.3 mm                                  | 1.55 mm                                  | 3.34 g                                   | Aluminiumbrons 92% koper 6% aluminium 2% nikkel                             | De frailejón, zijn populaire naam en wetenschappelijke naam.              | Waarde, omzoomd met de woorden "Republiek Colombia" en het jaar van het slaan. |
|                                          |                                          | 200 pesos                                | 22.4 mm                                  | 1.7 mm                                   | 4.61 g                                   | 65% koper 20% zink 15% nikkel                                               | De geelvleugelara, zijn populaire naam en wetenschappelijke naam.         | Waarde, omzoomd met de woorden "Republiek Colombia" en het jaar van het slaan. |
|                                          |                                          | 500 pesos                                | 23.7 mm                                  | 2 mm                                     | 7.14 g                                   | Rim: 65% koper 20% zink 15% nikkel Centre: 92% koper 6% aluminium 2% nikkel | De glaskikkers, zijn populaire naam en wetenschappelijke naam.            | Waarde, omzoomd met de woorden "Republiek Colombia" en het jaar van het slaan. |
|                                          |                                          | 1000 pesos                               | 26.7 mm                                  |                                          | 9.95 g                                   | Rim: 92% koper 6% aluminium 2% nikkel Centre: 65% koper 20% zink 15% nikkel | De onechte karetschildpad, zijn populaire naam en wetenschappelijke naam. | Waarde, omzoomd met de woorden "Republiek Colombia" en het jaar van het slaan. |

## Biljetten
| Momenteel circuleren Biljetten (sinds 2016) | Momenteel circuleren Biljetten (sinds 2016) | Momenteel circuleren Biljetten (sinds 2016) | Momenteel circuleren Biljetten (sinds 2016) | Momenteel circuleren Biljetten (sinds 2016) | Momenteel circuleren Biljetten (sinds 2016)        |
| Beeld                                       | Beeld                                       | Waarde                                      | Dimensies                                   | Beschrijving                                | Beschrijving                                       |
| Voorzijde                                   | Keerzijde                                   | Waarde                                      | Dimensies                                   | Voorzijde                                   | Keerzijde                                          |
| ------------------------------------------- | ------------------------------------------- | ------------------------------------------- | ------------------------------------------- | ------------------------------------------- | -------------------------------------------------- |
|                                             |                                             | 2000 pesos                                  | 128 × 66 mm                                 | Débora Arango                               | "Kristallen mond" (Caño Cristales)                 |
|                                             |                                             | 5000 pesos                                  | 133 × 66 mm                                 | José Asunción Silva                         | Colombiaanse moors, de Andes, en Espeletia planten |
|                                             |                                             | 10 000 pesos                                | 138 × 66 mm                                 | Virginia Gutiérrez                          | Colombiaanse Amazon                                |
|                                             |                                             | 20 000 pesos                                | 143 × 66 mm                                 | Alfonso López Michelsen                     | Region Mojana en "Vueltiao hat"                    |
|                                             |                                             | 50 000 pesos                                | 148 × 66 mm                                 | Gabriel García Márquez                      | Ciudad Perdida in de Sierra Nevada de Santa Marta  |
|                                             |                                             | 100 000 pesos                               | 153 x 66 mm                                 | Carlos Lleras Restrepo                      | Waspalmen in de Cocoravallei, Quindío              |

| Momenteel circuleren Biljetten | Momenteel circuleren Biljetten | Momenteel circuleren Biljetten | Momenteel circuleren Biljetten | Momenteel circuleren Biljetten                                     | Momenteel circuleren Biljetten                                         |
| Beeld                          | Beeld                          | Waarde                         | Dimensies                      | Beschrijving                                                       | Beschrijving                                                           |
| Voorzijde                      | Keerzijde                      | Waarde                         | Dimensies                      | Voorzijde                                                          | Keerzijde                                                              |
| ------------------------------ | ------------------------------ | ------------------------------ | ------------------------------ | ------------------------------------------------------------------ | ---------------------------------------------------------------------- |
|                                |                                | 1000 pesos                     | 130 × 65 mm                    | Jorge Eliécer Gaitán                                               | Jorge Eliécer Gaitán (bovenste helft van lichaam) en een menigte       |
|                                |                                | 2000 pesos                     | 130 × 65 mm                    | Francisco de Paula Santander                                       | De deur van de "Casa de la Moneda"                                     |
|                                |                                | 5000 pesos                     | 140 × 70 mm                    | José Asunción Silva                                                | Buitenshuis en het hele "Nocturno" gedicht in microtekst lettertype    |
|                                |                                | 10 000 pesos                   | 140 × 70 mm                    | Policarpa Salavarrieta                                             | Guaduas belangrijkste plein, geboorteplaats van Policarpa Salavarrieta |
|                                |                                | 20 000 pesos                   | 140 × 70 mm                    | Julio Garavito, en de maan, een verwijzing naar de Garavito Crater | De Aarde zoals die van het maanoppervlak                               |
|                                |                                | 50 000 pesos                   | 140 × 70 mm                    | Jorge Isaacs                                                       | Een paragraaf van La María                                             |